# Cinderela (1987)
Cinderela  é um filme estadunidense do gênero balé dirigido por Serguei Prokófiev lançado em 1987.

## Resumo
Em sua versão desse já clássico balé de Prokófiev, Christensen e Smuin optam por privilegiar o seu lado mais cômico e desenvolto (a começar pelo fato de que as duas irmãs de Cinderela são feitas por homens). O resultado é um espetáculo muito colorido e movimentado, bastante agradável de ver. Coreografia Lew Christensen e Michael Smuin corpo de baile do San Francisco Ballet.

## Elenco
Evelyn Cisneros, Alexander Topciy, Tom Ruud, Vane Vest